# To Hell and Back/The Road to Hell
To Hell and Back/The Road to Hell – minialbum fińskiego zespołu epic/powermetalowego Burning Point, wydany w 2004 roku przez wytwórnię Poison Arrow Records.

## Lista utworów
1. "To Hell And Back" – 04:12
2. "The Road To Hell" – 03:44 (cover Chris Rea)
3. "The One" – 03:29 (wersja akustyczna)